# Dysphania dunosa
Dysphania dunosa är en amarantväxtart som först beskrevs av Lidia Elba Simón och som fick sitt nu gällande namn av Sergej Mosyakin och Steven Earl Clemants. 
Dysphania dunosa ingår i släktet doftmållor, och familjen amarantväxter. Inga underarter finns listade i Catalogue of Life.